# Пясечно (гміна)
Гміна П'ясечно (пол. Gmina Piaseczno) — місько-сільська гміна у центральній Польщі. Належить до Пясечинського повіту Мазовецького воєводства.
Станом на 31 грудня 2011 у гміні проживало 73450 осіб.

## Площа
Згідно з даними за 2007 рік площа гміни становила 128.22 км², у тому числі:
- орні землі: 56.00%
- ліси: 26.00%

Таким чином, площа гміни становить 25.30% площі повіту.

## Населення
Станом на 31 грудня 2011:
| Опис     | Загалом | Загалом | Чоловіки | Чоловіки | Жінки | Жінки |
| -------- | ------- | ------- | -------- | -------- | ----- | ----- |
| одиниця  | осіб    | %       | осіб     | %        | осіб  | %     |
| все      | 73450   | 100     | 34756    | 47.32    | 38694 | 52.68 |
| міське   | 43151   | 100     | 20309    | 47.06    | 22842 | 52.94 |
| сільське | 30299   | 100     | 14447    | 47.68    | 15852 | 52.32 |

## Сусідні гміни
Гміна П'ясечно межує з такими гмінами: Ґура-Кальварія, Констанцин-Єзьорна, Лешноволя, Пражмув, Тарчин.